# Rudolf I. (Sachsen-Wittenberg)

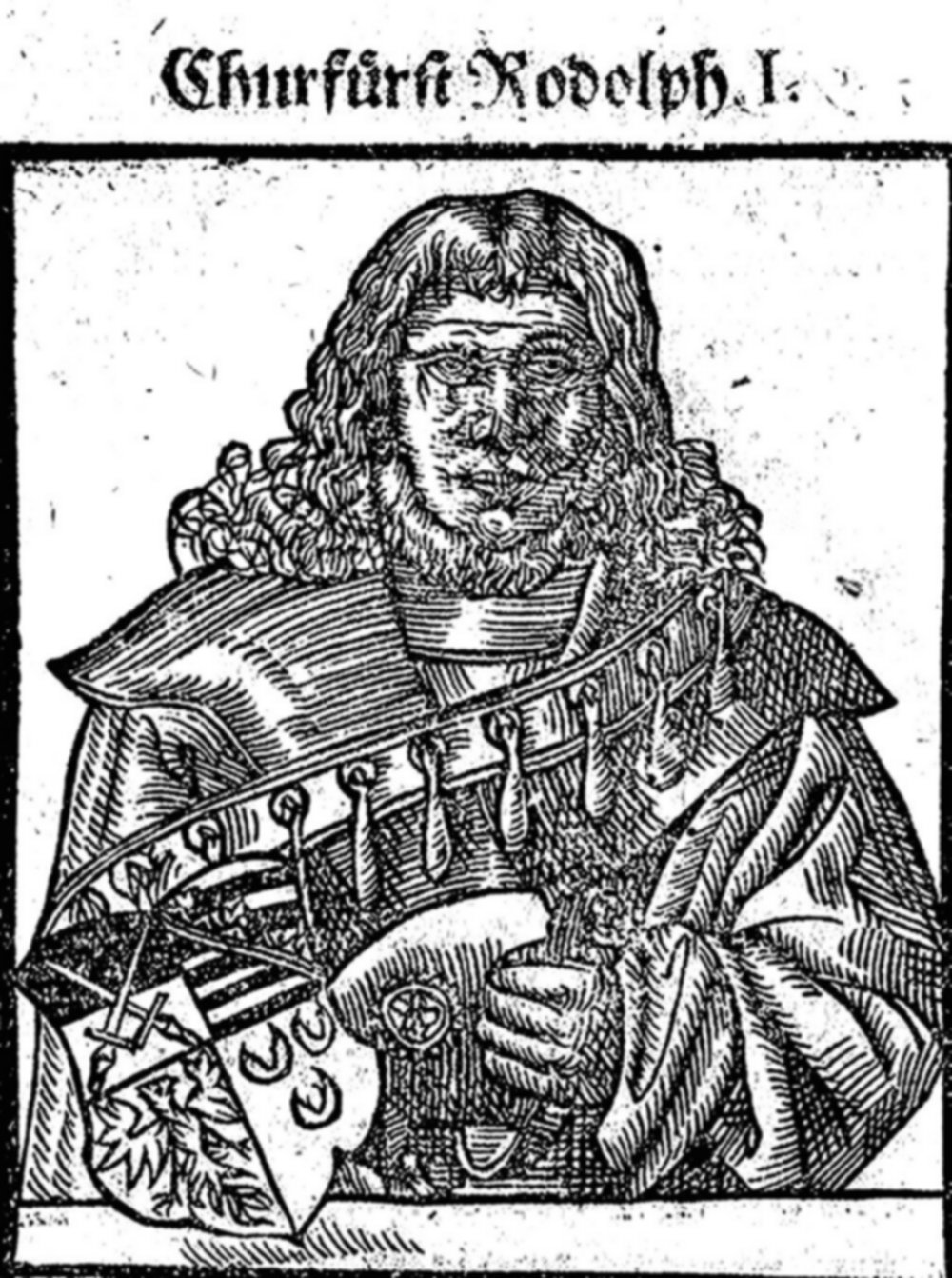
Rudolf I. von Sachsen-Wittenberg

Rudolf I. (* um 1284; † 12. März 1356 in Wittenberg) aus dem Geschlecht der Askanier war Herzog von Sachsen-Wittenberg sowie Kurfürst und Erzmarschall des Heiligen Römischen Reiches von 1298 bis 1356. Dazu war er Markgraf von Brandenburg von 1320 bis 1323/24.

## Leben

### Herkunft
Rudolf war der älteste Sohn von Herzog Albrecht II. von Sachsen-Wittenberg, der als Kurfürst eine herausgehobene Stellung im römisch-deutschen Reich hatte. Seine Mutter war Agnes von Habsburg, eine Tochter des deutschen Königs Rudolf I. 1291 belehnte ihn dieser mit der Grafschaft Brehna. Diese wurde jedoch zunächst von seinem Vater als Vormund regiert.

### Erbe unter Vormundschaft 1298
Als sein Vater am 25. August 1298 starb, erbte Rudolf dessen Herzogtum Sachsen-Wittenberg, sowie das Recht, als einer von sieben Kurfürsten den König wählen zu dürfen. Damit war die Würde des Erzmarschall des Reiches verbunden, der bei zeremoniellen Gelegenheiten das Reichsschwert tragen durfte. 
Da er noch minderjährig war, übernahm seine Mutter die Regierung im Herzogtum als Vormund. In ihrer Zeit begann die Vertreibung von Juden aus Wittenberg.
Rudolf erhielt zu dieser Zeit am Hofe seines Onkels, König Albrechts I., schrittweise Einblicke in die Geschäfte der Reichspolitik.
Am Königshof übte Rudolfs erstmals sein Erzamt aus, als er einwilligte, dass König Albrecht I. seine Söhne Rudolf, Friedrich und Leopold am 21. November 1298 gesamthänderisch mit Österreich, der Steiermark und der Krain belehnte. 

### Beginn der eigenständigen Herrschaft 1302
Mit der Übernahme der Regierungsgeschäfte etwa ab 1302 war er zunächst bestrebt, eine weitere Festigung der Landesherrschaft zu erreichen. Dazu musste er sich vor allen Dingen mit den Vettern der Sachsen-Lauenburger Linie auseinandersetzen, um die vom Vater übertragene Kurwürde zu sichern. 
Die zunehmenden Kosten seiner Reichspolitik, nötigten ihn, eine Gerechtsame nach der anderen abzugeben.  Er organisierte 1306 Schutz- und Trutzbündnisse mit verschiedenen Städten, die die Städte in nachfolgenden Jahren selbständig erweiterten. 

### Königswahlen 1308 und 1314

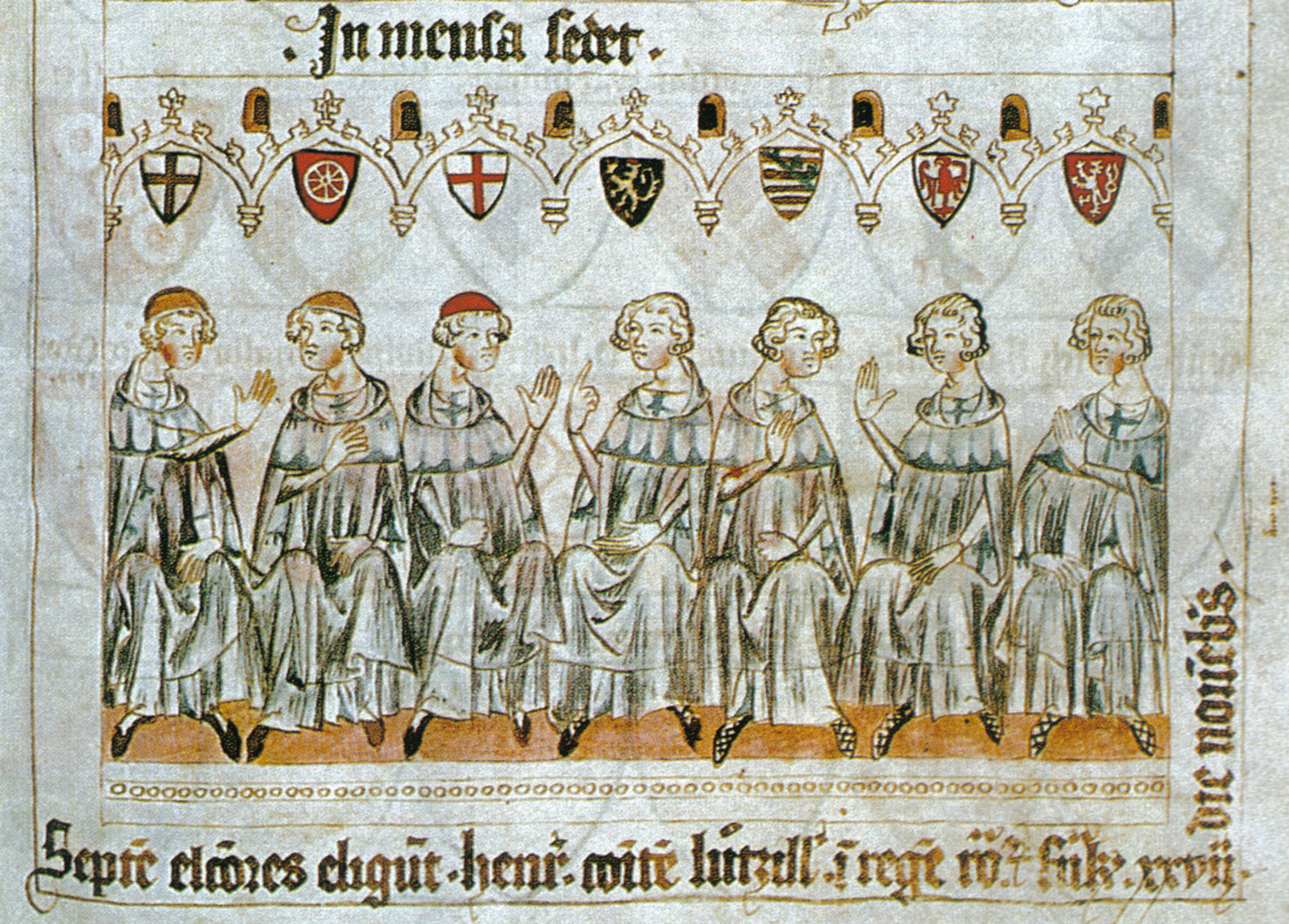
Wahl Heinrichs VII., an der Rudolf von Sachsen seine Kurstimme anwendete

Von größerer Bedeutung war seine Stimme bei der Königswahl 1308, nachdem sein Onkel Albrecht I. getötet worden war. Nach längerem Hin und Her fiel die Wahl am 27. November 1308 auf den Grafen Heinrich von Luxemburg, der auch die Stimme Rudolfs I. erhielt. Zudem unterstützte ihn Rudolf mit Geld und Truppen, so dass er das Wohlwollen des späteren Kaisers erhielt.
Bereits bei dieser Königswahl zeigte sich die Komplikation, dass in Konkurrenz zu Rudolf I. von Sachsen-Wittenberg auch dessen askanischen Verwandten von Sachsen-Lauenburg seit der Erbteilung zwischen Rudolfs Vater Albrecht II. und dessen Neffen von 1296 die gewohnheitsrechtliche Kurwürde Sachsens und damit die Stimme bei der Königswahl beanspruchten. Das Problem wurde zunächst dadurch gelöst, dass beide für denselben Kandidaten stimmten.
Als Kaiser Heinrich am 24. August 1313 starb, gab es in Sachsenhausen bei Frankfurt a. M. am 19. Oktober 1314 die nächste Königswahl. Diese Wahl ergab erstmals zwei unterschiedliche Sieger. Rudolf I. gab seine Stimme einem Habsburger, Friedrich III., genannt der Schöne. Dessen Kontrahent Ludwig der Bayer beanspruchte aufgrund seiner Wahl ebenfalls die Königskrone. Lauenburg gab diesmal seine umstrittene Stimme für Ludwig ab, was zu Stimmengleichheit von 4:4 führte, wodurch beide Seiten den Wahlsieg für sich beanspruchten. In der Schlacht bei Mühldorf am Inn am 28. September 1322 konnte sich Ludwig der Bayer als alleiniger König durchsetzen.

### Markgraf von Brandenburg 1320 bis 1324
1319 übernahm Rudolf die Vormundschaft für den noch minderjährigen Markgrafen Heinrich II. von Brandenburg. Nachdem dieser 1320 gestorben war, beanspruchte Rudolf selber die Herrschaft in der Mark. Er ließ sich von den Ständen huldigen und regierte von Spandau aus.
König Ludwig verweigerte jedoch die Belehnung, auch um eine zu große Machtfülle in dessen Person zu verhindern. Auch der Markgraf von Brandenburg war Kurfürst und Königswähler. Ludwig belehnte deshalb 1323 seinen Sohn Ludwig mit der Mark. Rudolf verließ diese im Frühsommer 1324.

### Machtkampf mit Kaiser Ludwig
Weitere Sanktionen des Kaisers setzten Rudolf im weiteren Verlauf so zu, dass sich ihm Rudolf I. gemeinsam mit seinem Bruder Wenzel aus taktischen Gründen unterordnete. Es war der Versuch, sich als treue Gefolgsleute des neuen Kaisers zu bewähren. Von nun an ging Rudolf den Weg des Vermittlers bei Streitigkeiten der Fürsten untereinander und konnte dadurch verschiedene Verbindungen aufbauen, die ihm von Nutzen waren. So ist beispielsweise der Kurverein von Rhense zu nennen. 
Diese Verbindungen schlossen auch den Papst ein, der Ludwig den Bayern 1324 mit einem Bann belegte. Daraufhin änderte der Kaiser seine Meinung gegenüber Rudolf I. und gab ihm Teile der Mark Lausitz mit den Städten Brietz, Fürstenwalde, Beeskow etc. in Form eines Pachtvertrages auf 12 Jahre. 
Zwischen 1333 und 1338 gründete Rudolf in Wittenberg das Allerheiligenstift als einen religiösen Mittelpunkt des Herzogtums.

### Königswahl 1346
Im Laufe seiner weiteren Vermittlungsbemühungen wurden seine Bindungen an den Prager Hof immer intensiver, was sich bei der Wahl am 11. Juli 1346 von Kaiser Karl IV. (1347–1378) verdeutlichte. Am 26. November 1346 fand dessen feierliche Krönung in Bonn statt. Rudolf nahm dort als einziger Kurfürst persönlich bei der feierlichen Krönung teil.

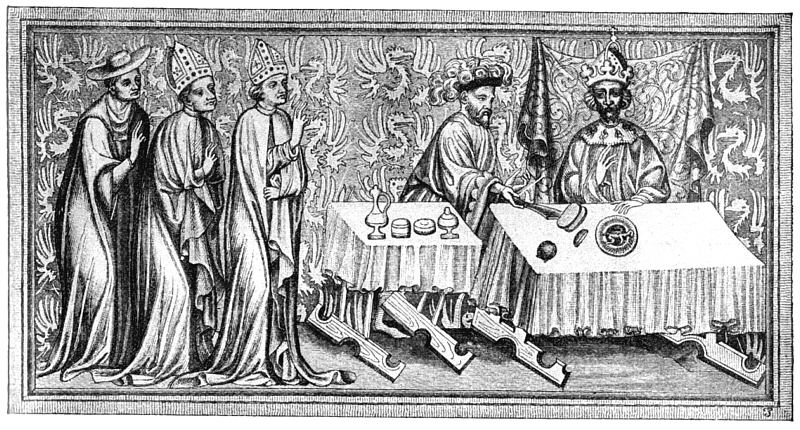
Krönungsmahl Kaiser Karl IV.

Seine enge Bindung an Karl IV. brachte ihm 1347 die Altmark mit der Elbe als Grenze gegen Brandenburg ein. Außerdem bekam er im Jahre 1348 für seine Ausgaben als Kurfürst den Reichsforst bei Frankfurt an der Oder. Unter seiner Regie erlangten Johann und Albrecht I. von Mecklenburg den Titel eines Reichsfürsten. Allerdings darf man dieses anfänglich positive Verhältnis nicht als vollständige Anbindung an Karl IV. werten. Denn als der Kaiser dem Wittelsbacher Ludwig I., dem „Brandenburger“ die Mark Brandenburg, die Lausitz und die Kurwürde 1350 bestätigte, erregte dies Rudolfs Unwillen und er zog sich vom Prager Hof zurück.
Erst eine Schenkung des Walchenhofes auf der Kleinseite Prags versöhnte Rudolf I. mit dem Brandenburger und Karl IV.

### Goldene Bulle 1356
Diese weitere Bindung an Karl IV. brachte ihm dann den größten Erfolg seiner Regentschaft ein. In der am 6. Oktober 1355 in Prag ausgestellten „bulla aurea Saxonica“ wurde Sachsen-Wittenberg ausdrücklich und endgültig die Kurfürstenwürde bestätigt. Zudem wurde festgelegt, dass die Erbfolge nach dem Recht des Erstgeborenen erfolgt und, wo dies nicht erfolgen kann, die Erbfolge auf den nächstälteren Bruder übergeht. Der Kurprinz darf die Würde erst mit dem 18. Lebensjahr tragen und erst mit dem 21. Lebensjahr die Landesregierung ausüben. Die Askanier von Sachsen-Lauenburg, die 1349 den Unmut Karls IV. auf sich gezogen hatten, als sie mit ihrer umstrittenen Kurstimme Günther von Schwarzburg zum Gegenkönig wählten, verloren durch diese Bulle endgültig ihre Ansprüche auf die Kurwürde. Allein Rudolf und seine Erben von Sachsen-Wittenberg waren damit fortan „Kurfürst und Erzmarschall des Heiligen Römischen Reiches“. In der Goldenen Bulle Karls IV. von 1356 fand diese Festlegung erneut Eingang.

### Tod
Rudolf I. starb am 12. März 1356 in Wittenberg, wo er zuerst in der Franziskanerkirche beigesetzt und 1883 in die Schlosskirche überführt wurde.

## Ehen und Kinder
In erster Ehe heiratete er 1298 Markgräfin Jutta (Brigitte) von Brandenburg († 9. Mai 1328 in Wittenberg), Tochter des Markgrafen Otto V., des Langen von Brandenburg. Mit ihr hatte er acht Kinder:
- Albert († jung 4. Juli 1329);
- Johann († jung in Wittenberg);
- Anna (erwähnt 1309; † 1328/29 Wittenberg) ⚭ Bernhard von Polen († um 1356);
- Rudolf II. (* um 1307; † 6. Dezember 1370) ⚭ Gräfin Elisabeth von Lindow-Ruppin;
- Elisabeth († 1353) ⚭ vor 22. Juni 1344 Waldemar I., Fürst von Anhalt-Zerbst († 3. September 1367);
- Agnes († 4. Januar 1338) ⚭ Bernhard III., Fürst von Anhalt-Bernburg (um 1300; † 20. August 1348);
- Otto († 30. März 1350) ⚭ Elisabeth von Braunschweig-Lüneburg († 1384) (Tochter von Wilhelm von Braunschweig-Lüneburg und Hedwig von Ravensberg); Sohn: Albrecht († 1385);
- Beatrix († nach 26. Februar 1345 Kloster Coswig) ⚭ 27. Januar 1337 Albrecht II., Fürst von Anhalt-Zerbst (* 1306; † Juli 1362).

In zweiter Ehe heiratete er am 28. August 1328 Kunigunde von Kujawien (um 1298; † 9. April 1333 in Wittenberg), Tochter von König Władysław I. Ellenlang von Polen und der Hedwig von Kalisch, Witwe des schlesischen Herzogs Bernhard II. von Schweidnitz († 1326). Mit ihr hatte er einen Sohn:
- Miesko (auch Mesico, Miesco) (* um 1330; † 1350) ⚭ Eudoxia.

In dritter Ehe heiratete er 1333 Agnes von Lindow (* um 1300; † 9. Mai 1343 in Wittenberg), Tochter des Grafen Ulrich I. von Lindow, Witwe der Fürsten Wizlaw von Rügen († 1325) und Heinrich von Mecklenburg († 1329). Mit ihr hatte er drei Kinder:
- Wilhelm († jung);
- Wenzel (* um 1337; † 1388 Celle) ⚭ 23. Januar 1367 Cäcilie (Siliola) von Carrara (* um 1350 † zwischen 1430 und 1434) Tochter von Francesco Carrara von Padua;
- Helene († 2. April 1367) ⚭ 1353 Johann I. von Hardeck, Burggraf von Magdeburg.